# Sufragio femenino en México
El sufragio femenino en México fue alcanzado el 17 de octubre de 1953, al ser publicado en el Diario Oficial de la Federación. En las elecciones del 3 de julio de 1955 fue la primera vez que las mujeres mexicanas pudieron ejercer su derecho de sufragio. México fue el último país de Norteamérica en alcanzar este derecho a pesar de que, desde 1917, algunos estados habían autorizado a las mujeres a participar en elecciones y ser elegidas para cargos políticos.

## Antecedentes
Desde finales del siglo XIX, hubo demandas de parte de mujeres por acceso a la educación superior, al trabajo y participación política en igualdad de condiciones que los varones. La exclusión de las mujeres de la política las dejaba excluidas de la ciudadanía, por lo que se les consideraba como menores de edad; de acuerdo con el Código Civil de 1884, las mujeres estaban subordinadas a los varones, sin autonomía de actuación.
A inicios de siglo XX, Laura N. Torres, Eulalia Guzmán, Hermila Galindo y Luz Vera fundaron la Sociedad Feminista Admiradoras de Juárez para difundir ideas sobre la emancipación de la mujer y demandar, desde 1906, el sufragio femenino.

## Período revolucionario
En 1910, el grupo Hijas de Cuauhtémoc demandó el sufragio a Francisco I. Madero en respuesta a apoyarlo para la presidencia.
En 1916, comenzó el Primer Congreso Feminista de Yucatán, al que asistieron 617 delegadas, donde Hermila Galindo se pronunció en contra de las teorías de sumisión de la mujer y en pro de sus derechos jurídicos. En su ponencia “La mujer del porvenir”, Hermila planteó la igualdad intelectual entre la mujer y el hombre, al tiempo que demandaba educación sexual para las mujeres.

La Revolución mexicana, como parte del argumento de lucha por la libertad, en el Plan de Guadalupe incluía:
asegurar a todos los habitantes del país la efectividad y el pleno goce de sus derechos y la igualdad ante la ley.
Sin embargo, en la redacción de la Constitución Mexicana en 1917, no se le otorgó el voto a la mujer, ya que «en el estado en que se encuentra nuestra sociedad, las mujeres no sienten la necesidad de participar en los asuntos públicos, como lo demuestra la falta de todo movimiento colectivo en este sentido». El argumento más fuerte era a favor de la protección de la integridad de la familia, expresando lo siguiente: «El hecho de que algunas mujeres excepcionales tengan las condiciones para ejercer satisfactoriamente los derechos políticos no funda la conclusión de que éstos deban concederse a la mujer como clase. La dificultad de hacer la selección autoriza la negativa».

El artículo 34 de la Constitución Mexicana el 23 de enero de 1917 quedó de la siguiente manera:
Son ciudadanos de la República todos los que, teniendo la calidad de mexicanos, reúnan además los siguientes requisitos:
I. Haber cumplido 18 años siendo casados y 21 si no lo son y

II. Tener un modo honesto de vivir.
El hecho de que estuviera escrito en el masculino neutro fue el argumento que tomaron los diputados para negarle el voto a la mujer, pero a la vez, fue de lo que algunas sufragistas se apoyaron para exigir su voto y ser votadas, ya que, en español, al escribir el masculino, también se habla de la generalidad de la población, tanto masculina como femenina. El 26 de enero, el diputado Félix Palavicini dijo:
El dictamen dice que tienen voto todos los ciudadanos, está el nombre genérico; esta misma redacción tenía la adición que existe en la Constitución del 57 y que se conserva hoy, y yo deseo que aclare la Comisión en qué condiciones quedan las mujeres y si no estamos en peligro de que se organicen para votar y ser votadas.
Hermila Galindo tomó este argumento para postularse y ganar la candidatura de diputada en 1917 y, aunque obtuvo la mayoría de los votos el colegio electoral, no lo vio como válido. El 10 de agosto de 1919, surgió el Consejo Nacional de las Mujeres, fundado por María del Refugio García, Juana Belem Gutiérrez, Elena Torres y Estela Carrasco y conformado por mujeres que habían participado en la Revolución con el propósito de luchar por el bienestar de la población y abrir canales de participación para mujeres mexicanas.

## Actividades posterior a la Revolución
En 1923, el estado de Yucatán reconoció el voto tanto municipal como estatal. Ese año, tres mujeres fueron elegidas para diputadas al congreso estatal: Elvia Carrillo Puerto, Raquel Dzib Cicero y Beatriz Peniche Barrera, del Partido Socialista del Sureste, además Rosa Torre González fue elegida para regidora en el ayuntamiento de Mérida. Tras el asesinato del gobernador Felipe Carrillo Puerto al año siguiente, las elecciones fueron anuladas y ellas fueron obligadas a dejar su puesto.
Los estados de Chiapas y Tabasco le otorgaron el voto a la mujer en 1925. Las Ligas de Orientación Femenina se fundaron para luchar por la equidad de salario. En 1935 se fundó el Frente Único Pro Derechos de la Mujer (FUPDM) que llegó a contar con 50 mil mujeres afiliadas, profesionistas, adelitas, ex-revolucionarias, obreras, etc. principalmente para luchar por el derecho de la mujer al voto.
 

En 1937, el presidente Lázaro Cárdenas mandó una iniciativa de reforma del artículo 34 de la Constitución Mexicana. Él quería que el artículo leyera así: 
Son ciudadanos de la República todos los hombres y las mujeres que, teniendo la calidad de mexicanos, reúnan además los siguientes requisitos:
I. Haber cumplido 18 años siendo casados, y 21 si no lo son, y

II. Tener un modo honesto de vivir.
La iniciativa fue aprobada por las cámaras y legislaturas de los estados, pero no llegó al cómputo y declaratoria para que fuera vigente. El Partido Acción Nacional (PAN) argumentó que era inútil reconocer el derecho al voto de las mujeres porque, si sus esposos o sus padres votaban, entonces se asumía que todas las familias optaban por un mismo partido.

## Iniciativas de reforma y decreto al sufragio femenino
El 17 de febrero de 1947, el presidente Miguel Alemán Valdés publicó en el Diario Oficial de la Federación la reforma del artículo 115 de la Constitución Mexicana, la cual le otorgaba a las mujeres el derecho a votar únicamente en las elecciones municipales. Esto sucedió porque el Partido Revolucionario Institucional (PRI) argumentó que las mujeres se verían influenciadas en su voto por los curas.
Durante la campaña presidencial de Adolfo Ruiz Cortines, las mujeres del PRI realizaron una asamblea para demandar igualdad de derechos políticos, justificando jurídicamente el voto de las mujeres con las campañas de alfabetización. El 4 de diciembre de 1952, tres días después de la toma de posesión presidencial, el PAN solicitó reemprender la iniciativa iniciada más de una década atrás por Lázaro Cárdenas.
El 9 de diciembre, el presidente Ruiz Cortines presentó su propia iniciativa. El 17 de octubre de 1953, se publicó la adición al artículo 34 constitucional en el Diario Oficial de la Federación, siguiendo la propuesta de definición de Cárdenas. El 3 de julio de 1955 fue la primera vez que la mujer mexicana ejerció su derecho de sufragio.